# Chien de la casse
Pour plus de détails, voir Fiche technique et Distribution.
Chien de la casse est une comédie dramatique française écrite et réalisée par Jean-Baptiste Durand, sortie en 2023.
Nommé sept fois aux César 2024, il en remporte deux : celui du  meilleur premier film pour Jean-Baptiste Durand et celui de la meilleure révélation masculine pour Raphaël Quenard.

## Synopsis
Dans un petit village du sud de la France, Dog et Miralès, jeunes adultes désœuvrés, vivent une amitié forte et conflictuelle. Miralès parle bien, a du vocabulaire et se donne l’image de quelqu’un de cultivé alors que Dog est plus taciturne. 
Le fonctionnement du duo est bouleversé par l'arrivée d'Elsa, une jeune femme dont Dog tombe amoureux. Jaloux de cette dernière, Mirales tente, tant bien que mal, de grandir et de prendre son indépendance.

## Fiche technique
Sauf indication contraire, les informations mentionnées dans cette section peuvent être confirmées par les bases de données cinématographiques IMDb et Allociné,  présentes dans la section « Liens externes ».
- Titre original et francophone : Chien de la casse
- Titre international : Junkyard Dog
- Réalisation : Jean-Baptiste Durand
- Scénario : Jean-Baptiste Durand en collaboration avec Nicolas Fleureau et Emma Benestan
- Musique : Delphine Malausséna et Hugo Rossi
- Photographie : Benoît Jaoul
- Montage : Perrine Bekaert
- Décors : Benjamin Martinez
- Costumes : Clara René et Florence Gautier
- Son : Hugo Rossi
- Mixage : Xavier Thieulin
- Production déléguée : Anaïs Bertrand
- Coproduction : Pascaline Saillant, Émilie Dubois
- Société de production : Insolence Productions[1], en association avec les SOFICA Indéfilms 10 et Cinémage 16
- Société de distribution : BAC Films (France)[2]
- Pays de production :  France
- Langue originale : français
- Format : couleur - 2,35:1
- Genre : comédie dramatique
- Durée : 93 minutes
- Dates de sortie :
  - France : janvier 2023 (Festival Premiers Plans d'Angers) ; 19 avril 2023 (sortie nationale)

## Distribution
- Anthony Bajon : Damien / « Dog »
- Raphaël Quenard : Antoine Miralès
- Galatéa Bellugi : Elsa
- Dominique Reymond : Christiane Miralès, la mère d’Antoine
- Bernard Blancan : Bernard
- Nathan Le Graciet : Paco
- Mélanie Martinez : Charlotte
- Mike Reilles : Dimitri
- Mathieu Amilien : Enzo
- Evelina Pitti : Madame Dufour
- Kader Bouallaga : Ali
- Marysole Fertard : Sonia, la copine de Dimitri

## Production

### Bande originale
La bande originale est majoritairement composée par Delphine Malausséna, hormis les titres hip-hop créés par Hugo Rossi, dont la chanson du générique de fin, Chien de la casse, qui est interprétée par Roya et G.R.E.G.

## Accueil

### Accueil critique
En France, le site Allociné propose une note moyenne de 3,7⁄5, à partir de l'interprétation de 21 critiques de presse recensées.
Christophe Chauville, pour Bref, voit dans Chien de la casse « une peinture prégnante de la vie de cette fameuse "France des oubliés", pourrait-on dire, avec des thématiques récurrentes, celle de la perte en premier lieu. » Pour Guillemette Odicino, dans Télérama, Chien de la casse, qu'elle qualifie de « western drôle et délicat », est « un premier film insolent et gracieux ». Selon Jérémy Bernède, dans Midi libre, il s'agit d'un « premier film épatant et puissant qui est à la jeunesse des villages ce que La Haine est à celle des cités. »
RFI estime que Chien de la casse donne de la visibilité à une réalité jusque-là perdue dans un angle mort, celle de la jeunesse rurale au delà des clichés. Marilou Duponchel, dans Les Inrockuptibles, évoque un « triangle amoureux d'une grande finesse ». Dans Le Parisien, Renaud Baronian salue le jeu d'acteur avec un Raphaël Quenard qui « crève l'écran ». Selon France info, « Chien de la casse est une magnifique surprise pour un premier long métrage, c'est réaliste, juste, touchant, faussement une comédie, mais vraiment sombre, tout le monde est d'une grande justesse, et si on connaissait déjà les qualités d'Anthony Bajon, ici, ce sont bien le talent et la gouaille de Raphaël Quenard, vu en second rôle récemment chez Jimenez, Dupieux ou Jeanne Herry, qui portent littéralement le film. »
Jacques Mandelbaum, dans Le Monde, évoque « un film drôle et angoissant » et souligne : 

« Inconnu au bataillon, Jean-Baptiste Durand livre avec son premier long métrage un film qui possède la vertu rare de sentir davantage le craquant du vécu que la mise en fonction scénaristique et de faire éprouver la réalité originale d’une situation par ailleurs banale. »

### Box-office
Pour son premier jour d'exploitation en France, Chien de la casse réalise 3 195 entrées, dont 1 373 en avant-premières, pour un total de 158 séances proposées. En comptant pour ce premier jour les avant-premières, le film se positionne en septième place du box-office des nouveautés pour sa journée de démarrage, derrière La Dernière Reine (4 580) et devant Blue Jean (2 907).
À l'issue de sa première semaine d’exploitation dans les salles françaises, le long métrage totalise 20 877 entrées, pour un total, au 24 janvier 2024, de 102 382 entrées.

## Distinctions

### Récompenses
- Festival Premiers Plans d'Angers 2023 : Prix du public[16]
- Festival La Ciotat Berceau du cinéma 2023 : Lumière d'or et double prix d'interprétation masculine pour Raphaël Quenard et Anthony Bajon
- Festival de Cabourg 2023 : Swann d'or du meilleur premier film et Swann d'or de la révélation masculine pour Raphaël Quenard
- Prix Pierre Chevalier 2023 pour le réalisateur Jean-Baptiste Durand et la productrice Anaïs Bertrand[17]
- Festival du nouveau cinéma 2023 : Prix du public - Panorama international
- César 2024 :
  - Meilleur premier film
  - Révélation masculine pour Raphaël Quenard

### Nominations
- César 2024[18] :
  - Meilleur film
  - Meilleure actrice dans un second rôle pour Galatéa Bellugi
  - Meilleur acteur dans un second rôle pour Anthony Bajon
  - Meilleur scénario original
  - Meilleure musique originale
  - César des lycéens